# Wyatt Earp – Das Leben einer Legende
Wyatt Earp – Das Leben einer Legende ist ein US-amerikanischer biografischer Western von Lawrence Kasdan aus dem Jahr 1994 und handelt vom Revolverhelden Wyatt Earp. Kevin Costner spielt die Titelrolle, Dennis Quaid die führende Nebenrolle des Doc Holliday.

## Handlung
Wyatt Earp wird von seinem Vater, einem fürsorglichen, aber strengen Richter, zu einem „Mann, der an das Gesetz glaubt“ erzogen. Sein Vater bläut ihm den Satz ein: „Nichts ist stärker als die Bande des Blutes, der Rest sind doch Fremde“. Während die Familie Earp nach Kalifornien zieht, wird der junge Wyatt Zeuge einer Schießerei, bei der zwei Männer vor seinen Augen sterben. Sein Vater gibt ihm kurz danach einen Rat für den Kampf mit Gesetzlosen: „Schlag, wenn du kannst, zuerst zu.“ Wyatt verdient sein Geld dann eine Weile mit den verschiedensten Dingen, bis er sich letztendlich entschließt, zurück nach Arkansas zu seinem Vater zu gehen und bei ihm zu studieren. Er macht seiner großen Liebe, Urilla Sutherland, den Hof und heiratet sie schließlich. Nachdem sie an Typhus stirbt, wird Wyatt zum Alkoholiker. Als völlig heruntergekommener Landstreicher überfällt er schließlich einen Mann und stiehlt dessen Pferd. Dies führt zu seiner Verhaftung, doch sein Vater rettet ihn vor der sicheren Hinrichtung als Pferdedieb und ermöglicht ihm so die Flucht aus Arkansas. Wyatt verdient sein Geld dann eine Weile mit der Büffeljagd. Dabei lernt er Ed und Bat Masterson kennen, die eine Weile für ihn arbeiten. Doch Wyatt zieht weiter, und eine Weile verdient er sein Geld mit dem Glücksspiel, bis ein Zufall dazu führt, dass er zum Deputy wird, eine Aufgabe, die er gekonnt erledigt. Schließlich wird Earp gebeten, der Sheriff von Dodge City zu werden. Er übernimmt die Stelle und schafft mit der Hilfe einer Gruppe von Männern um Ed und Bat Masterson Sicherheit und Frieden in der Stadt. Doch die Bürger von Dodge City finden seinen Stil zu hart, und schließlich wird Wyatt durch Ed Masterson ersetzt. Wyatt verlässt die Stadt und schlägt sich als Kopfgeldjäger durch. Dabei lernt er Doc Holliday kennen. Doch der gewaltsame Tod von Ed Masterson beendet den Frieden in Dodge City, woraufhin Wyatt Earp nach Dodge City zurückkehrt, um Recht und Ordnung wiederherzustellen.

## Kritiken
Das Lexikon des internationalen Films warf dem Film vor: „Geringe Dramatik und zu viel schwergewichtige Schicksalshaftigkeit strapazieren die Geduld, ohne dass der Held des Films so viel tiefschürfende Beharrlichkeit rechtfertigen würde.“

## Auszeichnungen
Owen Roizman wurde 1995 für den Oscar in der Kategorie Beste Kamera und für den American Society of Cinematographers Award nominiert. Kevin Costner und die Produzenten erhielten 1995 die Goldene Himbeere; es gab drei weitere Nominierungen für die Goldene Himbeere, darunter für die Regie. Die Drehbuchautoren gewannen 1994 den Spur Award.